# Flugunfall der United Air Lines am Long Island MacArthur Airport 1955
Der Flugunfall der United Air Lines am Long Island MacArthur Airport 1955 ereignete sich am 4. April 1955 während eines Trainingsflugs in der Nähe des McArthur Field (heute Long Island MacArthur Airport) in Ronkonkoma, Long Island, New York. Alle drei Besatzungsmitglieder der Douglas DC-6 der United Air Lines kamen bei dem Unfall ums Leben. Der Unfall wurde durch eine unabsichtliche Aktivierung des Umkehrschubs unmittelbar nach dem Abheben ausgelöst.

## Maschine
Bei der betroffenen Maschine handelte es sich um eine Douglas DC-6, die ihren Erstflug im Jahr 1947 absolviert hatte. Es war die 32. endmontierte DC-6 aus laufender Produktion mit der Werknummer 43001. Die Maschine war mit vier Sternmotoren des Typs Pratt & Whitney R-2800 ausgestattet. Sie wurde auf den Namen Mainliner Idaho getauft und trug das Luftfahrzeugkennzeichen N37512.

## Insassen
An Bord der Maschine befanden sich drei Flugkapitäne. Die Douglas DC-6 war zu diesem Zeitpunkt unter dem Kommando des 41-jährigen Flugkapitäns Stanley C. Hoyt, des Flugmanagers der United Airlines in der New Yorker Region, auf einem routinemäßigen Trainingsflug. An Bord befanden sich zwei weitere Flugkapitäne, der 35-jährige Vernis H. Webb und der 40-jährige Henry. M. Dozier, die eine periodische Instrumentenfähigkeitsprüfung (Instrument Proficiency Check) durchführen wollten. Flugkapitän Hoyt verfügte über 9.763 Stunden Flugerfahrung, von denen 549 Stunden auf die Douglas DC-6 entfielen. Der Erste Offizier Webb hatte von seinen 9.018 Stunden Flugerfahrung 1.156 Stunden im Cockpit der Douglas DC-6 absolviert.

## Wetterbedingungen
Die Wetterbedingungen zum Zeitpunkt des Unfalls waren relativ gut. Laut der Wetterbeobachtung von 15:32 Uhr waren die Wolken in 20.000 Fuß Höhe verstreut, mit gebrochenen Wolken in 25.000 Fuß Höhe. Die Sicht betrug mehr als 15 Meilen, bei einer Temperatur von 53 °F (ca. 12 °C) und einem Wind aus nordnordwestlicher Richtung mit 20 Knoten, böig auf 30 Knoten.

## Vorherige Landung
Das Flugzeug war um 14:28 Uhr vom Flughafen New York-Idlewild (heute John F. Kennedy International Airport) zu einem routinemäßigen Trainingsflug nach Ronkonkoma gestartet. Nach Abschluss des Trainings sollte die Maschine zum LaGuardia Airport zurückfliegen. Nach dem Abflug aus New York flogen die Piloten im Bereich vom Long Island MacArthur Airport, Islip, und führten verschiedene Flugmanöver durch. Um 15:01 Uhr meldeten sie sich per Funk bei United Air Lines und berichteten, dass sie „Luftarbeit“ um Hempstead herum durchführten. Um 15:27 Uhr meldeten sie, dass sie eine ILS-Landung auf dem MacArthur Airport durchführen wollten. Nach der Genehmigung durch die Flugsicherung wurde eine normale Landung auf der Landebahn 32 durchgeführt. Die Maschine wurde nach der Landung zur Kreuzung der Landebahnen 28 und 32 geschleppt, wo sich die Besatzung auf den nächsten Start vorbereitete.

## Unfallhergang
Um 15:48 Uhr erhielt die Besatzung von der Flugsicherung die Freigabe, zum Startpunkt von Startbahn 32 zu rollen und den Start durchzuführen. Die Maschine setzte sich in Bewegung, rollte jedoch nicht sofort die Startbahn, weshalb eine zweite Startfreigabe um 15:50 Uhr erteilt wurde. Die Maschine rotierte etwa 1.500 bis 1.800 Fuß nach Beginn des Starts, und das Flugzeug stieg zunächst normal in die Luft.
Kurz nach dem Abheben, etwa 50 Fuß über dem Boden, senkte sich jedoch die rechte Tragfläche der Maschine und das Flugzeug begann, nach rechts zu drehen. Zu diesem Zeitpunkt wurde das Fahrwerk gerade eingefahren. Die Maschine setzte ihren steilen, rechtswärtigen Steigflug fort, wobei der Rollwinkel bis zu einer nahezu vertikalen Position anstieg. Als die Maschine etwa 150 Fuß Höhe erreicht hatte, kippte die Nase der DC-6 abrupt ab und die Maschine geriet in einen steilen Sturzflug. Sie schlug mit der rechten Tragfläche und der Flugzeugnase auf dem Boden auf, machte einen Ringelpiez und kam schließlich auf der rechten Seite zum Stehen. Ein intensives Feuer brach aus und zerstörte, trotz des schnellen Eingreifens der Feuerwehr, einen Großteil des Wracks. Die drei Piloten an Bord wurden bei dem Aufprall getötet.

## Ursache
Das Civil Aeronautics Board (CAB) stellte als wahrscheinliche Ursache des Unfalls fest, dass der Schubhebel des Triebwerks Nr. 4 (rechts außen) bei der Instrumentenlandung mit einem simulierten Triebwerksausfall versehentlich in den Umkehrschub bewegt wurde. So war der Propeller von Triebwerk Nr. 4 beim Start im Umkehrbetrieb, während die anderen drei Triebwerke mit hoher Leistung liefen. Dies führte dazu, dass das Flugzeug unmittelbar nach dem Abheben nahezu unkontrollierbar wurde. Die Besatzungsmitglieder hätten zwar versucht, den Schubhebel nach dem Start in die Vorwärtsposition zu bringen, um das Rückwärtsdrehmoment zu beseitigen. Allerdings blieb die Umkehrschubwarnung weiterhin aktiv, was zu einem weiteren Umkehrschub führte. Der Start mit der DC-6 mit einem Umkehrschub am Propeller des äußeren Triebwerk und gleichzeitig hoher Leistung der anderen drei Triebwerke führte in Kombination mit der Startkonfiguration und Geschwindigkeit zu einem sofortigen Kontrollverlust. Aufgrund der geringen Flughöhe hatten die Piloten nicht genügend Zeit, die Maschine durch korrigierende Maßnahmen wieder unter Kontrolle zu bringen.